# Quartier Saint-Georges (Le Mans)
 (septembre 2024).
- Si vous ne connaissez pas le sujet, laissez ce bandeau (vous pouvez alors contacter les auteurs).
- Si vous supprimez le contenu mis en cause (vous pouvez préalablement contacter les auteurs),

argumentez précisément cette suppression dans la page de discussion
(un manque de référence n'est pas un argument ; une recherche réelle de référence doit avoir été effectuée, être formellement documentée).
Pour les articles homonymes, voir Quartier Saint-Georges (Paris).
Saint Georges est un quartier de la ville du Mans, situé dans le secteur sud-ouest, sur la rive droite de la Sarthe. Il est proche du quartier Heuzé qui peut englober par extension le quartier de Saint-Lazare.
S'y trouve notamment une salle de cabaret spectacle, le Pâtis, et un parc urbain, l'île aux Planches.
Au centre du quartier se situe l'église Saint-Lazare

## Anciennement
Le quartier est un ancien grand pôle industriel et manufacturier de la ville, notamment connu pour sa manufacture de tabacs.

## Histoire

### De la préhistoire à l'occupation romaine
Dès la Préhistoire, le site est un lieu de passage. Une piste longeait la rivière avant de rejoindre l'ancienne cité celtique ou du moins l'oppidum du Mans. Une autre voie semblait passer à proximité, celle qui allait à Rennes. Une chose est certaine, la situation du site est très favorable à l'exploitation agricole. Des vestiges archéologiques furent mis au jour en 1980 lors de la création de la cité des Grappes. Nombreux furent les outils et éclats de silex retrouvés. Cela est une preuve que l'emplacement du quartier fut colonisé aux alentours de 8000 av. J.-C. On pense à une peuplade de chasseurs-pêcheurs profitant alors des marécages du bord de Sarthe. Parmi les vestiges les plus retrouvés, il s'agit surtout de nucléus ou encore de microlithes ayant servi à la construction d'armes en tout genre : flèches, harpons… Plus tard, des vestiges de l'âge du bronze furent retrouvés, à l'endroit même de l'ancienne usine des tabacs. Des tessons de céramiques furent récupérés et recollés. Une faisselle à formage fut reconstituée de manière spectaculaire, elle daterait du début de l'âge du fer. Le quartier était encore habité aux alentours de 700 av. J.-C. Le site des fouilles fut rebaptisé "Riffaudières- La Timmonière". Durant l'occupation romaine, le quartier fut certainement un établissement agricole de moyenne importance comme toutes les prairies du nord de Vindunum. La production de céramique semblait continuer, comme dans l'actuel quartier du Pré. Les échantillons retrouvés sont datés des environs du Ier siècle apr. J.-C. L'actuel quartier Saint-Georges fut autrefois un faubourg de la cité médiévale du Mans, situé au sud-ouest de la première paroisse mancelle : la paroisse du Pré. Le quartier fut ainsi toujours peuplé. De nombreuses traces de bâtiments agricoles successifs ont pu être déterminées. Le lit de la Sarthe fut curé en 1972 et de nombreux vestiges médiévaux, parmi lesquels des pièces de monnaie et des armes, furent mis au jour.

### La manufacture des tabacs

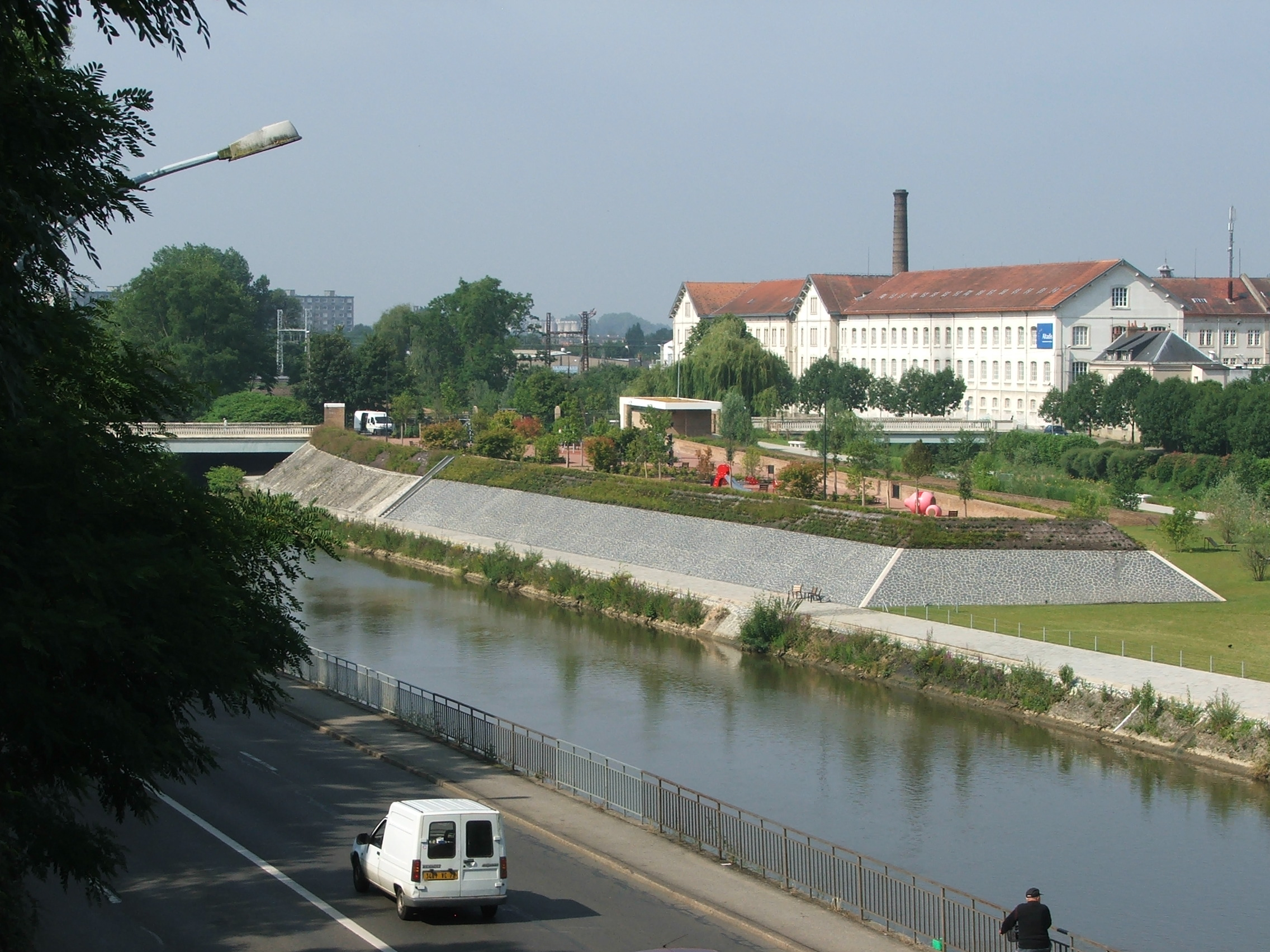
L'ancienne manufacture des tabacs, derrière l'île aux Planches. Au premier plan: le boulevard Demorieux

Après la guerre de 1870, la France perd l'Alsace et la Lorraine. Les deux manufactures de Metz et Strasbourg sont ainsi cédées de force à l'Empire Allemand. Or, dès 1875, les 16 établissements français produisant du tabac ne sont plus suffisants pour assurer l'augmentation de la consommation de cigarettes. Deux nouvelles manufactures provisoires sont ainsi créées : celles de Dijon et du Mans en 1875. Pourtant, tout le monde au Mans n'est pas pour cette implantation. D'un côté, on estime que cela permettra au Mans de se développer encore davantage, surtout après l'arrivée de la gare, mais de l'autre, on évoque le manque de personnel (la ville est alors très ouvrière et le chômage n'existe presque pas), ainsi que la situation provisoire imposée par le gouvernement.
C'est le 15 novembre 1876 que la ville acquiert la prairie des planches pour la somme de 73 610 francs. Ce terrain est un rectangle en bord de Sarthe, d'une taille d'environ 19 000 m2. Le site est cédé à l'État par la ville, à la condition que la manufacture soit implantée de façon définitive. Les décisions doivent être prises rapidement, d'autant que la nécessité de fabrication de cigares se fait pressante. Une ancienne usine désaffectée, située sur le quai Amiral-Lalande est mise à la disposition de l'État. Ce dernier en assure le paiement du loyer dès le 1er janvier 1877. Il s'agit d'une ancienne féculerie. La manufacture n'est que temporaire et n'accueille que quinze ouvrières recevant les leçons de quatre maîtresses venues de la manufacture de Châteauroux. La fabrication concerne tout spécialement les cigares à cinq centimes. Le bâtiment de la vraie manufacture est achevé en octobre 1877. Les deux établissements fonctionnent de pair et emploient quelque 600 personnes. Le problème de la séparation des deux bâtiments (provisoire et installée) pose un problème au directeur qui se voit obligé de faire transporter le tabac d'une usine à l'autre. Les deux manufactures sont situées à 500 mètres l'une de l'autre. L'État rachète les ateliers provisoires le 16 décembre 1878 et approuve enfin la construction définitive d'une manufacture.
Les travaux de la manufacture définitive se déroulent de 1879 à 1883. L'ingénieur dirigeant les travaux est un certain Büttner, tandis que les plans sont réalisés par l'architecte Roland. Le bâtiment comporte une centrale thermique isolée dans une cour autour de laquelle sont disposées quatre ailes de bâtiment sur deux étages. Le bâtiment n'a rien de particulier puisque tous les matériaux proviennent de la ville même (Pontlieue) ou bien de la proche région du Maine (Alençon). Dès 1883, de nouveaux ateliers sont conçus pour la fabrication de cigarettes françaises d'une part, puis élégantes d'autre part. La manufacture est très sophistiquée pour son époque : machines à vapeur ou encore torréfacteurs mécaniques y sont déjà présents. La modernisation de l'établissement est incessante : dès 1888, l'ingénieur Bellot met au point une machine pour paqueter mécaniquement les fameuses scaferlatis, très appréciées et donc très demandées à l'époque. La manufacture des tabacs fait figure d'exception dans une fin de siècle aux allures maussade dans l'ancienne capitale du Maine. De nombreuses industries traditionnelles sarthoises sont en déclin et la manufacture des tabacs propose du travail toute l'année et relativement bien payé.

## Géographie
Saint-Georges est situé en bord de Sarthe, sur la rive droite plus exactement. Son orientation suit le cours de la Sarthe, c'est-à-dire un axe nord-est/sud-ouest. Il est quasiment en parallèle du quartier Gare Nord par rapport au fleuve. La partie dite de l'île au Planches déborde sur la Sarthe. À l'ouest, le quartier d'Heuzé/Saint-Pavin possède une entrée et une sortie sur la rocade. Au sud, on trouve, sur la rive droite les Ardriers, et sur la rive gauche les quartiers Novaxud et Boussinières.
|          | Saint-Pavin                      |            |
| Ardriers | Quartier Saint-Georges (Le Mans) | Les Halles |
|          | Heuzé                            |            |

## Axes majeurs
- Avenue de la Libération
- Boulevard Anatole-France
- Pont de Fer
- Pont des Tabacs
- Rue d'Eichthal

- Route de sablé